# Кабандха
Ка́бандха (санскр. कबन्ध, IAST: Kabandha) — в индуистской мифологии ракшаса, который был убит и освобождён от проклятия Рамой, аватарой Вишну, и его братом Лакшманой. Легенда о Кабандхе содержится в древнеиндийских эпических поэмах «Махабхарате» и «Рамаяне», а также в более поздних адаптациях «Рамаяны».
В прежней жизни Кабандха был гандхарвой по имени Вишвавасу или Дану, который был проклят и превращён в ужасного и безобразного демона-ракшасу Индрой, владыкой девов, который ударом ваджры вогнал голову гандхарвы глубоко в туловище. Когда Кабандха попросил помочь ему и сделать так, чтобы он смог есть, Индра разместил рот на его животе и рассказал, кто может снять данное проклятие. Во время стычки ракшасы с героями Рамой и Лакшманой последние отрубили ему руки и сожгли его тело. После своей смерти Кабандха, вставший изо огня, вернул свой облик гандхарвы и направил Раму на гору Ришьямукху, где спрятался Сугрива, царь обезьян. Кабандха посоветовал Раме заключить союз с Сугривой, который помог бы герою в поисках его жены Ситы, похищенной Раваной. Следуя указаниям Кабандхи, Рама подружился с Сугривой и спас Ситу с его помощью.